# Eric Cornell
Eric Allin Cornell (født 19. december 1961) er en amerikansk fysiker, der sammen med Carl E. Wieman syntetiserede det første Bose-Einstein-kondensat i 1995. Sammen modtog de nobelprisen i fysik i 2001 sammen med Wolfgang Ketterle.